# Helichrysum boissieri
Helichrysum boissieri — вид квіткових рослин родини айстрові (Asteraceae).

## Поширення
Батьківщина: Північна Африка: Марокко. Європа: Гібралтар; Іспанія.